# Bert Aspen
Albert „Bert” Aspen (ur. 1 marca 1934 w Bolton) – brytyjski zapaśnik walczący w stylu wolnym. Dwukrotny olimpijczyk. Zajął dziewiętnaste miejsce w Rzymie 1960 i odpadł w eliminacjach w Tokio 1964. Walczył w kategorii 63 kg. Brązowy medalista igrzysk Imperium Brytyjskiego i Wspólnoty Brytyjskiej w 1958, 1962 i 1966 roku, gdzie reprezentował Anglię.
Sześciokrotny mistrz kraju w latach: 1958, 1960, 1964, 1966, 1967 (63 kg) i 1961 (69 kg).
Ojciec Briana Aspena, zapaśnika i olimpijczyka z Moskwy 1980 i Los Angeles 1984.
- Turniej w Rzymie 1960

Przegrał z Abe Geldenhuysem z RPA i Christianem Luschnigiem z Niemiec.
- Turniej w Tokio 1964

Przegrał z Stanczo Kolewem z Bułgarii i Mohammadem Ibrahimem Kederi z Afganistanu.